# Żołnierze niebios
Żołnierze niebios (kor.: 천군, Hancha: 天軍, MOCT: Cheongun) – południowokoreański komediowo–wojenny–fantastycznonaukowy film akcji z 2005 roku w reżyserii Min Joon-ki.

## Fabuła
Podczas wojny grupa północno i południowokoreańskich wojsk ma do wykonania tajną misję. Podczas jej wykonywania dochodzi do anomalii czasowej, w wyniku czego grupy przenoszą się Korei w XVI wieku. Poznają tam przyszłego bohatera narodowego i wspólnie pokonają najazd barbarzyńców.

## Obsada
Źródło: Filmweb

- Park Joong-hoon – admirał Yi Sun-sin
- Gong Hyo-jin – Kim Su-yeon
- Kim Seung-woo – Kang Min-gil
- Kim Byeong-chun
- Kim Seung-cheol
- Hwang Jung-min – Park Jung-woo
- Kim Ji-hyeon
- Kim Su-hyeon

## Odbiór
Po 12 dniach od premiery film obejrzało ponad milion ludzi. Do 25 lipca film obejrzało w 250 kinach 1 088 189 osób. Film został zaprezentowany w 2005 roku podczas Host Inter-Korean Film Festival w Moskwie z okazji 60. rocznicy wyzwolenia Korei od Japonii.